# 이상문 (시인)
이상문(李相文, 1946- ) 전남 나주 출생. 동국대 국문과 졸업. 1983년 <월간문학> 신인상에 <탄혼>이 당선되어 등단하였다. 주요 작품으로 <황색인>, <살아나는 팔>, <숨은 그림 찾기> 등을 발표했다. 